# ARA Buenos Aires (1895)
Lo ARA Buenos Aires fu un incrociatore protetto della Armada de la República Argentina, unico della sua classe, entrato in servizio nel febbraio 1896.
Costruito nei cantieri della società britannica Armstrong, Mitchell and Co., il Buenos Aires svolse principalmente compiti di nave d'addestramento e unità di rappresentanza, compiendo vari viaggi diplomatici in diversi paesi esteri; radiato dal servizio il 17 maggio 1932, l'incrociatore fu poi avviato alla demolizione.

## Caratteristiche
Il Buenos Aires riprendeva il progetto dell'incrociatore cileno Blanco Encalada varato nel 1893, il precedente incrociatore protetto realizzato nei cantieri della Armstrong, Mitchell and Co., ma con un armamento modificato. Lo scafo del Buenos Aires aveva una lunghezza tra le perpendicolari di 121 metri e una lunghezza fuori tutto di 129 metri, per una larghezza di 14,17 metri e un pescaggio di 5,28 metri. Come il Blanco Encalada, il Buenos Aires aveva un design a ponte continuo, e il suo scafo in legno era ricoperto di lastre di rame per ridurre le incrostazioni. Il dislocamento della nave ammontava a 4.865 tonnellate.
La nave era mossa da due motori a vapore a tripla espansione, alimentati da otto caldaie a tubi di fumo a ritorno orizzontale e azionanti due alberi motore. Le macchine potevano generare una potenza di 12.500 hp (9.300 kW) con tiraggio naturale e di 17.000 hp (13.000 kW) con tiraggio forzato, anche se alle prove la nave poté toccare i 14.000 hp (10.000 kW) con tiraggio naturale. Alle prove la nave toccò una velocità massima di 23,202 nodi.
L'armamento principale della nave consisteva in due cannoni 203/45 Mod. 1897, lo stesso calibro del Blanco Encalada (203 mm) ma con una canna più lunga (45 calibri contro 40); i pezzi erano montati singolarmente uno a prua e uno a poppa lungo l'asse centrale della nave, protetti da scudi blindati. I pezzi principali potevano sparare proiettili da 95 o 113 chilogrammi a una velocità alla volata rispettivamente di 810 e 760 metri al secondo, con un rateo di fuoco di più di quattro colpi al minuto per cannone.
L'armamento secondario consisteva in una batteria mista di pezzi di vario calibro, comprendente quattro cannoni da 152 mm con canna da 45 calibri e sei cannoni a tiro rapido da 120 mm con canna da 45 calibri (il Blanco Encalada, al confronto, montava dieci pezzi da 152 mm con canna da 40 calibri); i pezzi secondari potevano sparare rispettivamente un proiettile da 45 chilogrammi con un rateo di sette colpi al minuto e un proiettile da 20 chilogrammi con un rateo di dieci colpi al minuto. L'armamento "terziario" era infine costituito da sedici cannoni Hotchkiss 47 mm lungo lo scafo e sei mitragliere automatiche QF 1-pounder da 37 mm montate sulle piattaforme degli alberi della nave. L'armamento silurante consisteva in cinque tubi lanciasiluri da 450 mm, uno collocato a prua e due su ciascuna fiancata.
La principale protezione dell'incrociatore era data da un ponte blindato con uno spessore compreso tra i 127 e i 38 mm; la torre di comando era protetta da piastre blindate spesse 150 mm, mentre le scudature dei cannoni principali avevano uno spessore di 110 mm.

## Storia

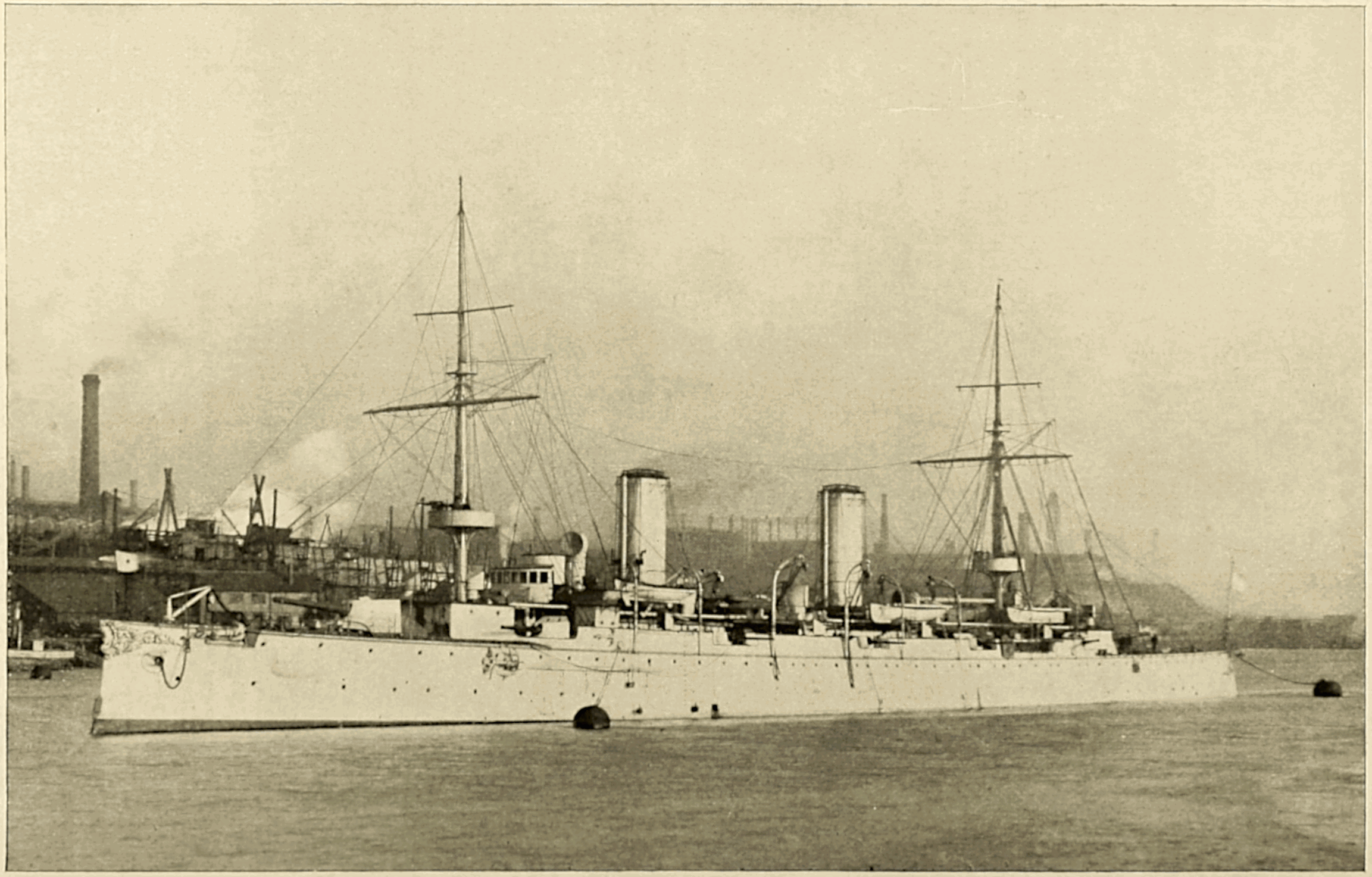
La nave nel 1896 poco dopo il suo completamento

La nave fu messa in costruzione dalla Armstrong nel febbraio 1893 nel suo cantiere di Elswick come "unità di stoccaggio", ovvero costruita senza alcuna precedente commessa da parte di un acquirente. Un compratore per l'incrociatore fu però ben presto trovato, visto che l'Argentina, alle prese con una disputa con i suoi vicini cileni circa il possesso di alcuni territori in Patagonia, acquistò la nave il 27 novembre 1893. La nave venne quindi varata il 10 maggio 1895 con il nome di ARA Buenos Aires in onore dell'omonima capitale argentina; i lavori furono portati a termine nel febbraio 1896, e l'incrociatore raggiunse Buenos Aires il 29 aprile seguente.
Assegnato alla 1ª Divisione della flotta come sua nave ammiraglia, il Buenos Aires fu intensamente impegnato in manovre d'addestramento, crociere di rappresentanza e missioni di rilevamento idrografico nelle acque argentine. Nel 1906 la nave varcò l'oceano Atlantico e rientrò nel Regno Unito per sottoporsi a lavori di manutenzione del suo armamento; durante il viaggio di ritorno, l'incrociatore toccò vari porti in Brasile tra cui l'allora capitale Rio de Janeiro. Il 20 maggio 1910 la nave partecipò alla grande parata navale nel Río de la Plata per celebrare il centenario dell'indipendenza dell'Argentina, ospitando a bordo per l'occasione il presidente della repubblica José Figueroa Alcorta; nel giugno 1911 invece il Buenos Aires raggiunse Spithead per rappresentare l'Argentina alla parata navale internazionale in onore dell'incoronazione del re Giorgio V del Regno Unito.
Nel 1912 l'incrociatore fu sottoposto a lavori di modernizzazione, comprendenti tra l'altro l'installazione di nuovi apparati per la direzione del tiro, per poi recarsi in agosto in visita nei porti di Montevideo e Rio de Janeiro. Nel 1914 il Buenos Aires, ormai piuttosto anziano, fu escluso dalla squadra da battaglia e designato come "nave di rappresentanza", compiendo vari viaggi diplomatici nelle nazioni sudamericane, per poi essere passato in disarmo nel 1917 presso il porto di Ensenada; le attività dell'incrociatore si ridussero solo a lavori di mantenimento e operazioni di addestramento dell'equipaggio, ma senza più uscire in mare aperto. La nave fu riportata in armamento nel 1922 per compiere due viaggi di rappresentava a Rio de Janeiro, per poi essere impiegato come unità d'addestramento; il 15 febbraio 1926 l'incrociatore lasciò Buenos Aires per compiere una lunga crociera di rappresentanza nelle acque della Spagna, toccando i porti di Las Palmas de Gran Canaria, Huelva, Siviglia, Cadice e Cartagena, ospitando a bordo il re Alfonso XIII di Spagna; la nave rientrò poi in patria il 21 maggio dopo aver visitato i porti di Tenerife e Bahia.
Nell'aprile 1929 il Buenos Aires fece visita a L'Avana in quello che fu il suo ultimo viaggio fuori dalle acque argentine. La nave svolse ancora compiti d'addestramento nelle acque di casa, per poi essere definitivamente radiata dal servizio il 17 maggio 1932; lo scafo fu poi venduto per la demolizione nel 1935.